# Lampranthus antonii
Lampranthus antonii är en isörtsväxtart som beskrevs av L. Bol. Lampranthus antonii ingår i släktet Lampranthus och familjen isörtsväxter. Inga underarter finns listade i Catalogue of Life.